# Ralf-Peter Hemmann
Ralf-Peter Hemmann född den 8 december 1958 i Dresden, Tyskland, är en östtysk gymnast.
Han tog OS-silver i lagmångkampen i samband med de olympiska gymnastiktävlingarna 1980 i Moskva.